# Adriaan van Bijnkershoek van Hoogstraten

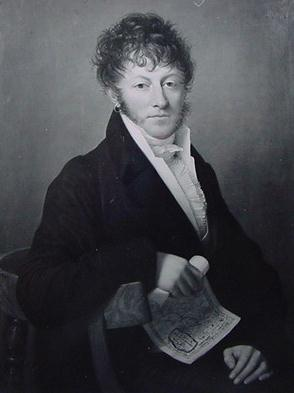
Adriaan van Bijnkershoek van Hoogstraten

Adriaan van Bijnkershoek van Hoogstraten (Leiden, 30 maart 1777 - Amsterdam, 21 januari 1827) was een Nederlands letterkundige, numismaticus en commissaris van Amsterdam.
Hij huwde te Amsterdam 6 juli 1794 Johanna Catharina Berck.
Adriaan was de zoon van Cornelis Adriaan van Hoogstraten en Anna Bergsma.